# Call of Duty: Black Ops 7
Call of Duty: Black Ops 7 — будущая компьютерная игра в жанре шутера от первого лица, совместно разрабатываемая студиями Treyarch и Raven Software под издательством Activision. Представляет собой двадцать вторую часть серии Call of Duty и восьмую главную игру линейки Black Ops, продолжающую Call of Duty: Black Ops 6. Действие Black Ops 7 происходит в 2035 году, сюжет игры — которую можно проходить как в одиночку, так и совместно — будет следовать за командой агентов под руководством Дэвида Мейсона в событиях, происходящих после Call of Duty: Black Ops II (2012). Как и предыдущие игры серии Call of Duty, игра также будет включать многопользовательский компонент и кооперативный раундовый режим «Зомби». Официальный анонс прошёл в рамках презентации Xbox Games Showcase 8 июня 2025 года. Выход Black Ops 7 запланирован на 14 ноября 2025 года для платформ Windows, PlayStation 4, PlayStation 5, Xbox One и Xbox Series X/S.

## Игровой процесс и сюжет
Как и предыдущие игры серии Call of Duty, Call of Duty: Black Ops 7 будет шутером от первого лица, впервые со времен Call of Duty: Black Ops III (2015) включающим однопользовательскую сюжетную кампанию, поддерживающую кооперативный игровой процесс, наряду с традиционным многопользовательским режимом и кооперативным раундовым режимом «Зомби». События игры разворачиваются в 2035 году, спустя десять лет после событий Call of Duty: Black Ops II. В сюжетной кампании игроки будут играть за Дэвида Мейсона (озвучивает Майло Вентимилья), главного героя Black Ops II, и его команду агентов в их борьбе против «противника, который делает страх своим главным оружием».

## Разработка
Разработка Black Ops 7 ведется совместно студиями Treyarch и Raven Software. Первые подробности об игре стали известны в конце 2023 года, когда издание Insider Gaming сообщило, что игра станет продолжением Black Ops II и будет разворачиваться после смерти главного антагониста той игры — Рауля Менендеса. Дополнительные сведения о Black Ops 7, включая место действия в 2035 году, кооперативную кампанию и режим «Зомби», были опубликованы в апреле 2025 года человеком, который, по сообщениям, принимал участие в закрытом тестировании игры.

## Маркетинг
Activision и Microsoft официально представили и выпустили первый кинематографический трейлер Black Ops 7 во время мероприятия Xbox Games Showcase 2025 8 июня, раскрыв название игры и сюжетную предпосылку; ожидается, что полный дебют и показ игры состоится летом 2025 года. В тот же день Variety поделился первоначальными подробностями об актерском составе игры, который включал кастинг Майло Вентимильи на роль Дэвида Мейсона и Кирнан Шипки на роль Эммы Кейган — генерального директора организации под названием «Гильдия»; Майкл Рукер также собирается повторить свою роль Майка Харпера, второстепенного персонажа из Black Ops II.

## Выпуск
Релиз Black Ops 7 запланирован 14 ноября 2025 года для Windows, PlayStation 4, PlayStation 5, Xbox One и Xbox Series X/S. Игра будет доступна подписчикам Xbox Game Pass в день релиза, в том числе подписчикам Xbox Game Pass Ultimate и PC Game Pass.